# Kłopotnica (wieś)
Kłopotnica (niem. Neusorge, przysiółek Nonnenwald) – wieś w Polsce położona w województwie dolnośląskim, w powiecie lwóweckim, w gminie Mirsk.

## Położenie
Kłopotnica to mała wieś o rozproszonej zabudowie leżąca na Pogórzu Izerskim, na Przedgórzu Rębiszowskim, na północno-wschodnich zboczach Wygorzela, na wysokości około 450–490 m n.p.m.. Wieś graniczy z podobnej wielkości wsią Proszowa.

## Podział administracyjny
W latach 1975–1998 miejscowość administracyjnie należała do województwa jeleniogórskiego.

## Demografia
W Kłopotnicy jest zamieszkanych 18 domów. Według Narodowego Spisu Powszechnego (III 2011 r.) liczyła 46 mieszkańców.

## Historia
Kłopotnica powstała jako przysiółek wsi Grudza w okresie wojny trzydziestoletniej. Była własnością benedyktynek z Lubomierza.